# Enno Lenze

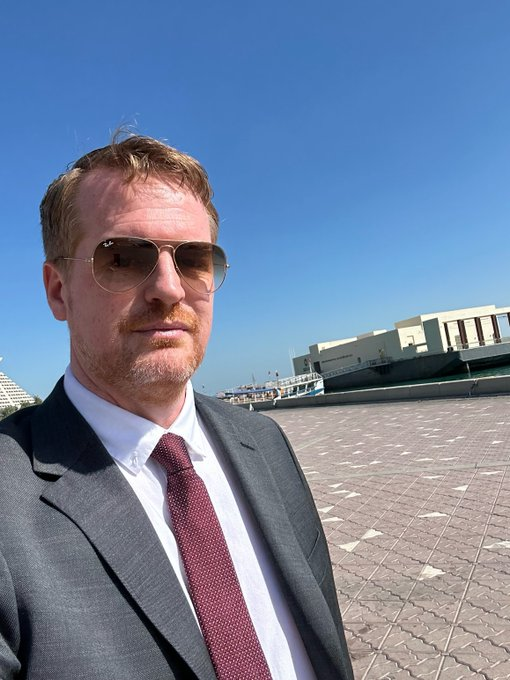
Enno Lenze, 2024

Enno Lenze (* 1982 in Bochum) ist ein deutscher Museumsdirektor, Unternehmer, Autor, Verleger und Kriegsberichterstatter. Er ist Geschäftsführer des Berlin Story Verlags.

## Leben
Enno Lenze wurde 1982 in Bochum geboren. Seine frühe Kindheit verbrachte er mit seinen Eltern in Ruanda in einem Entwicklungshilfeprojekt. 1987 kehrte die Familie nach Deutschland zurück. Lenze wuchs in Münster und Bochum auf und machte in Bochum Abitur. 1998 wurde Lenze im CCC aktiv und organisierte unter anderem 2002 den „Hacktrain“, einen Sonderzug zum 19C3.
Lenze begann ein Studium in Berlin und startete 2006 die Geschichtsveranstaltung „Historiale“, die bis 2012 jährlich geschichtliche Ereignisse oder Epochen in Berlin im Rahmen eines Festivals öffentlich darstellte.

## Geschäftliche Tätigkeit
2008 ging Lenze zurück nach Bochum und baute als Geschäftsführer den 3Gstore.de auf, welcher das in Deutschland ansonsten nur über T-Mobile erhältliche iPhone 3G ohne Vertrag verkaufte. 2009 mahnte der Shop T-Mobile ab, da dort das Angebot des iPhones als „exklusiv“ für Deutschland beworben wurde. Als Unternehmer berät Lenze andere Unternehmen, Organisationen sowie Einzelpersonen zu Sicherheit im Ausland oder Lobbyarbeit. Nach Beginn des russischen Überfalls auf die Ukraine 2022 handelte er mit gepanzerten Fahrzeugen in der Ukraine.

## Berlin Story
2010 verließ Lenze den 3Gstore und übernahm in Berlin die Geschäftsführung im Berlin Story Verlag. In der Folge erwarb er den Anhalter Hochbunker Berlin, in dem das Museum Berlin Story Bunker eingerichtet wurde. Es folgten die Dokumentation Führerbunker und die Ausstellung Hitler – Wie konnte es geschehen? Nach Aufenthalten in der Ukraine nach dem Angriff Russlands kuratierte Lenze die Ausstellung Ukrainische Memes mit im Ukrainekrieg entstandenen Motiven. Die Ausstellung wurde als erste Meme-Ausstellung dieser Art weltweit bezeichnet und auch in der Ukraine rezipiert.
2022 initiierte Lenze nach einer Reise an die ukrainische Front zusammen mit Wieland Giebel das Projekt „Todesmaschine“, die Ausstellung eines zerschossenen russischen Panzers vom Typ T-72B vor der russischen Botschaft in Berlin.

## Krisen- und Kriegsberichterstattung

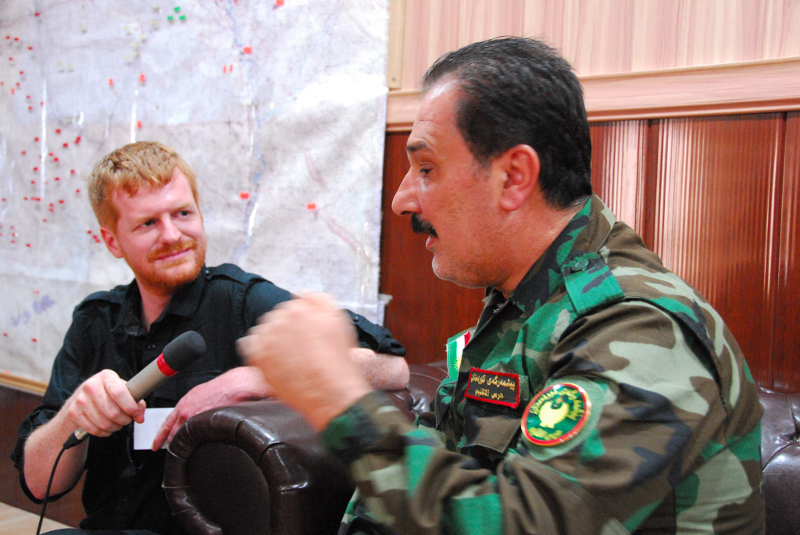
Enno Lenze im Interview mit dem Dolmetscher von General Sheikh Ali (2014, Kurdistan)

Nach einer ersten Reise nach Kurdistan (Irak) im Jahr 2011 besuchte Lenze 2012 nach dem Beginn des Bürgerkriegs in Syrien die Region regelmäßig und begann zu berichten, zunächst über die Flüchtlingssituation, nach dem Angriff des IS auf Mossul 2014 von der Situation im Krieg. In der Folge kritisierte Lenze scharf die Berichterstattung der öffentlich-rechtlichen Medien um angebliche Schwarzmarktverkäufe von Bundeswehrwaffen, die den Peschmerga geliefert wurden.
Die Reise 2014 führte zu einer wachsenden Zahl von Anfragen an Lenze als Experte für Krisen- und Kriegsberichte. In den Folgejahren berichtete er unter anderem aus Kurdistan (Irak), Kabul (Afghanistan), von den Massenprotesten in Hong Kong sowie mehrfach aus der Ukraine nach dem Überfall Russlands 2022.
2018 erschien das Buch Fronturlaub, in dem die Berichterstattung aus Kurdistan im Vordergrund steht. 2023 folgte Into the Fire, das neben Berichten unter anderem aus Kurdistan und der Ukraine auch eine Militärmesse, die Querdenker-Proteste in Berlin 2020 und die Massendemonstrationen in Hong Kong beschreibt.
Aufgrund seiner Positionierung gegen Rechtsextremismus und der Sympathie für Kurden wurde Lenze häufig zum Ziel von Hassbotschaften und Morddrohungen. Er erhielt mehrfach Polizeischutz.
2020 begann der Podcast Funny War Stories.

## Bücher
- Fronturlaub. Wie ich in meiner Freizeit in Kurdistan den Kampf gegen den IS unterstütze, statt unter Palmen zu liegen. Riva Verlag, München, 2018 ISBN 978-3-7423-0437-7
- Into the Fire. Berichte aus Krisengebieten. Berlin Story Verlag, Berlin, 2023. ISBN 978-3-7423-0437-7